# Olancha Peak
Olancha Peak je jedna z dominantních hor v jižní části pohoří Sierra Nevada, na východě Kalifornie. Výrazně vystupuje nad okolní terén a nad hranici lesa. S nadmořskou výškou 3 696 m náleží do první třicítky nejvyšších hor Kalifornie s prominencí vyšší než 500 m.
Hora je pojmenovaná podle menšího města Olancha ležícího východně od hory. Název je indiánského původu.

## Geografie
Jihozápadně leží poslední z pohoří Sierry Nevady Greenhorn Mountains.
Východně se nachází město Olancha a Owens Lake, jižní výběžek Owens Valley. Severně pak leží nejvyšší hory Sierry Nevady a Národní park Sequoia.